# طراز لويس الرابع عشر

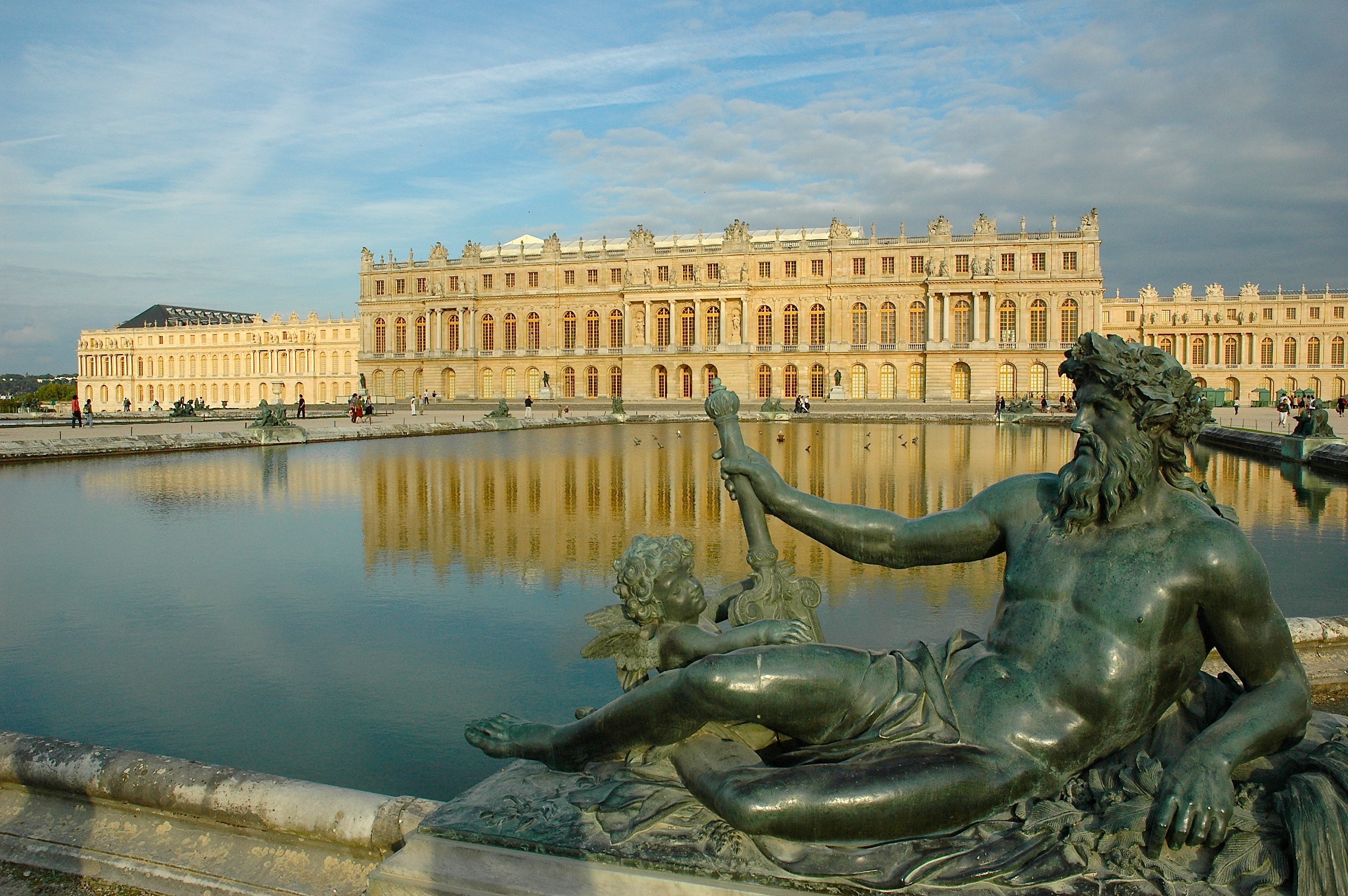
قصر فرساي (1661-1710)

## قصر فرساي (1661–1710)
طراز لويس الرابع عشر أو لويس كواترز والذي يُطلق عليه أيضًا الكلاسيكية الفرنسية، هو طراز في العمارة والفنون الزخرفية قُصِد به تمجيد الملك لويس الرابع عشر وعهده. تميز بالفخامة والأناقة والاتساق. وأصبح الطراز الرسمي في عهد لويس الرابع عشر (1643-1715)، إذ فرضته الأكاديمية التي كانت قد تأسست حديثًا Académie royale de peinture et de sculpture (الأكاديمية الملكية للرسم والنحت) و Académie royale d'architecture (الأكاديمية الملكية للعمارة) على الفنانين. كان له تأثير مهم على عمارة الملوك الأوروبيين الآخرين، من فريدرش العظيم ملك بروسيا إلى بطرس الأكبر قيصر روسيا. من بين أبرز المهندسين في تلك الفترة فرانسوا مانسارت، وجول أردوان مانسارت، وروبرت دي كوتي، وبيير لومويه، وشارل بيرو، ولوي لو فاو. وتضم أبرز المعالم الأثرية منها قصر فرساي، وقصر جراند تريانون في فرساي، وكنيسة ليزنفاليد (1675-1691).
طراز لويس الرابع عشر إلى ثلاث فترات. خلال الفترة الأولى، التي تزامنت مع شباب الملك (1643-1660) ووصاية آن من النمسا على العرش، تأثرت العمارة والفن إلى حد كبير بطراز الملك السابق لويس الثالث عشر وبطراز الباروك المستورد من إيطاليا. شهدت الفترة المبكرة بداية الكلاسيكية الفرنسية، خاصة في الأعمال الأولى لفرنسوا مانسارت، مثل قصر دي ميزون (1630-1651). خلال الفترة الثانية (1660-1690)، تحت الحكم الشخصي للملك، أصبح طراز العمارة والديكور أكثر كلاسيكية وإظهارًا للتفوق وتفاخرًا، عبَّر عن ذلك أولاً لويس لو فاو ثم جول أردوان مانسار في بناء قصر فرساي. حتى عام 1680، كان الأثاث ضخمًا ومزينًا بوفرة من النحت والتذهيب. في الفترة اللاحقة، بفضل نشأة حرفة التطعيم (قشرة الخشب)، زُين الأثاث بألوان مختلفة من أنواع الخشب المختلفة. كان أندريه تشارلز بول أحد أبرز مبدعي الأثاث في الفترة اللاحقة. تُسمَّى الفترة الأخيرة من طراز لويس الرابع عشر، من نحو 1690 إلى 1715، بالفترة الانتقالية؛ وتأثرت بأعمال جول أردوان مانسار ومصمم الملك للمراسم والاحتفالات جان بيرين الأكبر. كان الطراز الجديد أخف في الشكل، وأظهر الفانتازيا بشكل أكبر والخطوط أكثر حرية، ويرجع الفضل في ذلك جزئيًا إلى استخدام زخرفة الحديد المطاوع، وزيادة استخدام تصميمات الزخرفة العربية والغرتسك والكوكيل (شكل المحار)، والتي استمرت في أسلوب لويس الخامس عشر.